# Dezider Karako
Dezider Karako (* 7. února 1956) je bývalý slovenský fotbalový útočník.

## Fotbalová kariéra
V československé lize nastoupil za Duklu Banská Bystrica v 9 utkáních, gól v lize nedal. Ve druhé nejvyšší soutěži hrál i za Chemlon Humenné a ZŤS Košice.

## Ligová bilance
| Ročník                                      | Zápasy | Góly | Minuty | Klub                  |
| ------------------------------------------- | ------ | ---- | ------ | --------------------- |
| 1. československá fotbalová liga 1978/79    | 9      | 0    | 445    | Dukla Banská Bystrica |
| 1. slovenská národní fotbalová liga 1981/82 | 26     | 5    | –      | Chemlon Humenné       |
| 1. slovenská národní fotbalová liga 1982/83 | 28     | 5    | –      | Chemlon Humenné       |
| 1. slovenská národní fotbalová liga 1983/84 | 28     | 8    | –      | Chemlon Humenné       |
| 1. slovenská národní fotbalová liga 1984/85 | 27     | 5    | –      | ZŤS Košice            |
| 1. slovenská národní fotbalová liga 1985/86 | 13     | 2    | –      | ZŤS Košice            |
| 1. slovenská národní fotbalová liga 1986/87 | 1      | 0    | –      | ZŤS Košice            |
| CELKEM 1. liga                              | 9      | 0    | 445    |                       |